# Ruisseau du Fouillet
Le ruisseau du Fouillet est une petite rivière pyrénéenne du sud de la France qui coule dans le département de l'Ariège en région Occitanie. C'est un affluent du Garbet en rive gauche, donc un sous-affluent de la Garonne par le Garbet, puis par le Salat.

## Géographie
Le ruisseau du Fouillet prend sa source dans les Pyrénées ariégeoises, sur le flanc ouest du pic de Mont Rouge (2 579 mètres), non loin de la frontière espagnole. Dès sa naissance, son cours est orienté du sud vers le nord. Après un parcours de 6 kilomètres, il se jette dans le Garbet en rive gauche, à un kilomètre en aval de la localité d'Aulus-les-Bains, située à 20 kilomètres en amont d'Oust.

## Commune traversée

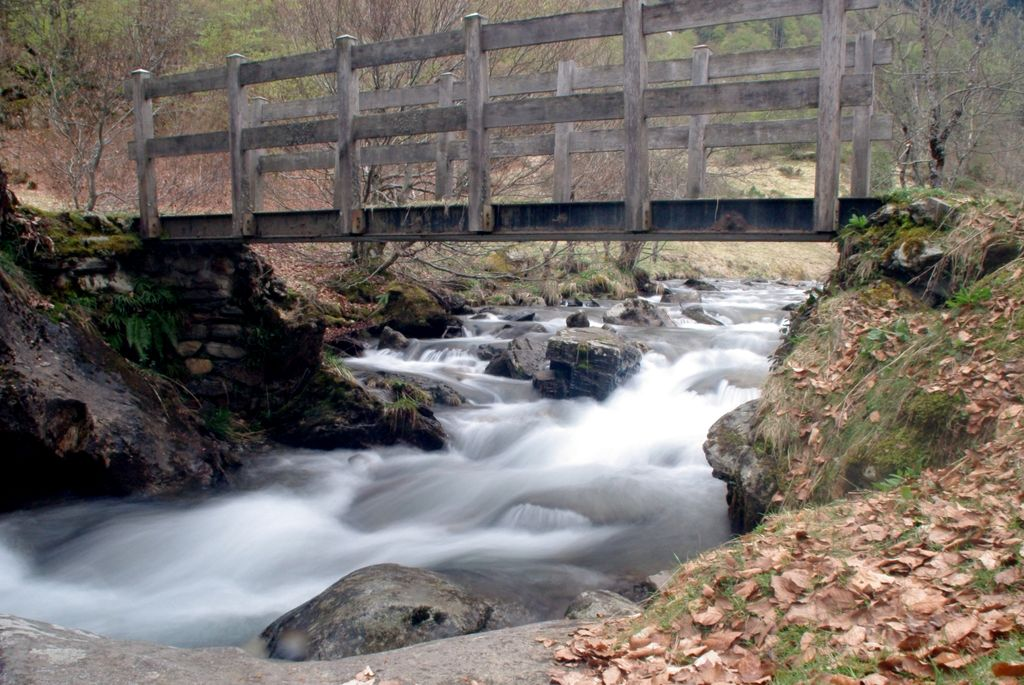
La passerelle de Bazets.

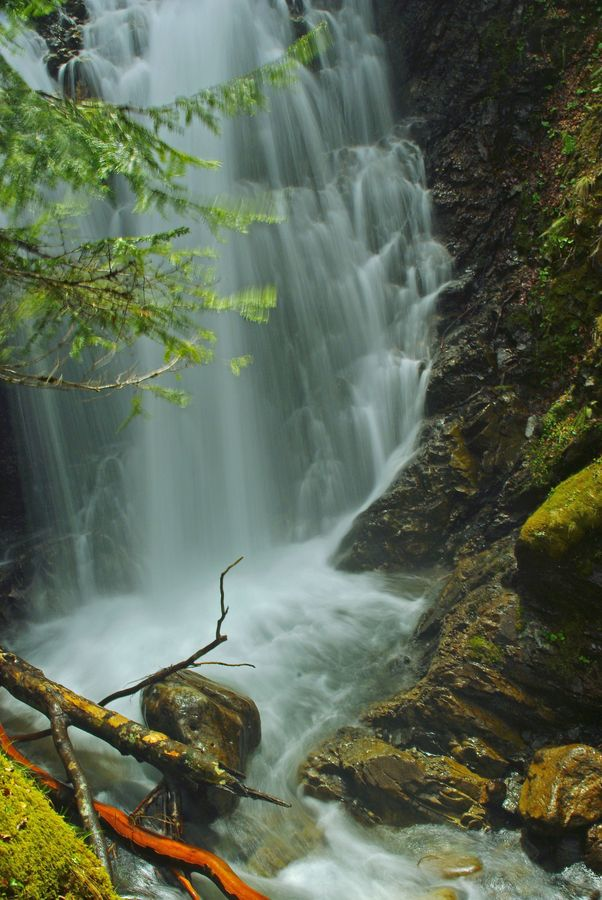
La cascade début mai.

Le Fouillet coule entièrement dans une seule commune de l'Ariège : Aulus-les-Bains.

## Hydrologie
Le débit Ruisseau du Fouillet a été observé à Aulus-les-Bains durant une période de 60 ans (1912-1971).
Le débit moyen annuel de la rivière y est de 0,568 m3/s, pour une surface de bassin versant de 9,4 kilomètres carrés, soit la quasi-totalité de son bassin versant.
La rivière présente des fluctuations saisonnières de débit caractéristiques, liées à son régime surtout nival. Les hautes eaux de printemps portent le débit mensuel à des valeurs allant de 0,83 à 1,35 m3/s, d'avril à juin inclus (avec un sommet prononcé en mai). Elles sont dues essentiellement à la fonte des neiges, bien que des pluies se produisent également. Dès le mois de juillet, le débit baisse rapidement pour atteindre un plancher en août (0,325). Dès septembre le débit remonte doucement vers un petit sommet de novembre (0,49 m3/s) puis baisse à nouveau sous l'effet des froids de l'hiver et atteint son minimum en février (0,305 m3/s), minimum qui reste toujours très abondant. Enfin, ces moyennes mensuelles occultent des fluctuations bien plus prononcées sur de plus courtes périodes.
Le VCN3 peut chuter jusque 0,070 m3/s en cas de période quinquennale sèche (70 litres), ce qui est loin d'être sévère, compte tenu de l'extrême exiguïté du bassin versant.
Les crues sont quant à elles assez importantes quand elles se produisent. La série des QIX n'a pas été calculée, mais la série des QJX l'a bien été. Les QJX 2 et QJX 5 valent respectivement 4,30 et 5,60 m3/s. Le QJX 10 est de 6,50 m3/s, le QJX 20 de 7,40 m3/s et le QJX 50 de 8,50 m3/s.
Toujours à Aulus-les-Bains, le débit journalier maximal a été de 8,56 m3/s le 1er novembre 1960. En comparant ce chiffres à l'échelle des QJ exposée plus haut, il ressort que cette crue était d'ordre cinquantennal, et donc assez exceptionnelle car destinée à se reproduire deux fois par siècle en moyenne.
Le Fouillet est une rivière extrêmement abondante, puissamment alimentée par les précipitations importantes qui tombent sur les hauts sommets pyrénéens. La lame d'eau écoulée dans le bassin versant de la rivière est de 1 906 millimètres annuellement, ce qui est des plus élevés en France. Le débit spécifique (Qsp) se monte de ce fait à 60,4 litres par seconde et par kilomètre carré de bassin.

## Tourisme
- La cascade du Fouillet 42° 45′ 55″ N, 1° 19′ 43″ E.
- Le sentier de grande randonnée 10 le longe en partie au niveau de la cascade.